# 2020年の相撲
2020年の相撲（2020ねんのすもう）では、2020年（令和2年）の相撲関連の出来事についてまとめる。
2019年-2020年-2021年

## できごと

### 1月
- 4日 - 【大相撲】宮城野部屋所属の幕内石浦と、同部屋所属の幕下力士が、部屋の稽古場で互いに拳を振るう騒動を起こした[1]。
- 9日 - 【大相撲】日本相撲協会は、喧嘩問題を起こした幕内石浦と宮城野部屋所属の幕下力士の処分を決定し、石浦は譴責と1ヶ月20パーセントの報酬減額処分、幕下力士は譴責処分となった。師匠の宮城野親方（元幕内・竹葉山）も、監督責任を問われて3ヶ月20パーセントの報酬減額処分となった[2]。
- 12日 - 【大相撲】日本相撲協会は1月場所の新弟子検査の合格者を発表。このうち1名はウクライナ出身で初めての力士となった[3]。
- 20日 - 【大相撲】1月場所で大関から陥落し、10勝を挙げれば大関に復帰できる関脇髙安が、この日に6敗目を喫して1場所で大関に復帰することが不可能になった[4]。
- 23日 - 【大相撲】1月場所12日目に、この場所角番の大関豪栄道が関脇朝乃山に寄り切りで敗れて8敗目を喫し、33場所在位した大関から陥落することが決定した[5]。
- 25日 - 【大相撲】1月場所14日目は、今上天皇、皇后雅子、愛子内親王が幕内の後半戦を観戦した。令和初の天覧相撲となる[6]。
- 26日 - 【大相撲】1月場所千秋楽で、西前頭17枚目（幕尻）の德勝龍（木瀬部屋）が大関貴景勝を寄り切り、14勝1敗で2000年3月場所の貴闘力以来20年ぶりの幕尻優勝を果たした。木瀬部屋からは初めての幕内最高優勝で、奈良県出身者の幕内最高優勝は1922年1月場所の鶴ヶ濱以来98年ぶり[7]。
- 28日 - 【大相撲】1月場所カド番で負け越し来場所の関脇陥落が決定していた大関豪栄道が日本相撲協会に引退し年寄武隈を襲名。
- 30日
  - 【大相撲】昨年12月13日に先代東関親方（元前頭・潮丸）が死去後東関部屋が師匠空席となり、八角部屋一時預かりになっていた問題で、日本相撲協会は理事会を開き、振分親方（元小結・高見盛）の東関への名跡変更と部屋継承を承認[8]。
  - 日本相撲協会は任期満了に伴う役員改選に伴う立候補者受付が行われ、理事候補選挙（定数10）副理事候補選挙（定数3）ともに2008年以来6期ぶり無投票となる[9]。

### 2月
- 1日 - 【大相撲】秀ノ山親方（元幕内・天鎧鵬）が年寄「音羽山」に名跡変更した[10]。
- 4日 - 【大相撲】日本相撲協会が、「大相撲 東京2020オリンピック・パラリンピック場所」を8月12・13日に両国国技館で開催することを発表[11]。
- 24日 - 【大相撲】春場所の新番付が発表され、横綱の鶴竜が北の湖以来38年ぶりとなる横綱大関として記載された[12]。

### 3月
- 1日 - 【大相撲】日本相撲協会は、3月8日に大阪府立体育会館（エディオンアリーナ大阪）で初日を迎える3月場所について、新型コロナウイルス感染拡大の影響により無観客で開催することを発表した[13]。
- 6日 - 【大相撲】日本相撲協会の理事会が開かれ、1月30日の副理事候補選挙に無投票当選した3親方を新副理事に選任した[14]。
- 22日 - 【大相撲】無観客で開催された3月場所はこの日に千秋楽を迎え、横綱白鵬が2場所ぶり44回目の幕内最高優勝を果たした[15]。
- 23日 - 【大相撲】日本相撲協会はこの日の評議員会で、理事10人と外部理事3人を選任した。その後開かれた理事会では理事長の互選が行われ、現職の八角理事長（元横綱・北勝海）が再選した[16]。
- 25日 - 【大相撲】日本相撲協会はこの日の臨時理事会と番付編成会議で、関脇朝乃山の大関昇進を全会一致で決定した[17]。
- 26日
  - 【大相撲】元幕内・蒼国来が現役を引退し、年寄「荒汐」を襲名するとともに、荒汐部屋を継承した。中国出身者が相撲部屋の師匠になるのは初めて。同時に、荒汐親方（元小結・大豊）は日本相撲協会を退職した。
  - 【大相撲】日本相撲協会が、「大相撲 東京2020オリンピック・パラリンピック場所」の開催を中止することを発表[18]。

### 4月
- 3日 - 【大相撲】日本相撲協会は、新型コロナウイルス感染拡大の影響により、5月場所と7月場所を2週間延期すると発表した。5月場所の初日は5月10日の予定だったが、これを5月24日に延期し、千秋楽は6月7日になる。7月場所の初日も7月19日に変更された。[19]
- 10日 - 【大相撲】勝武士幹士（高田川部屋・西三段目82枚目）が、日本相撲協会所属の力士および関係者として初めて新型コロナウイルスへの感染を確認された[20]。日本相撲協会は力士名を明らかにせず[21]、幕下以下の力士1人に新型コロナウイルス感染症の陽性反応が出たと発表した[22]。
- 17日
  - 【大相撲】元関脇の豊ノ島が現役を引退、年寄「井筒」を襲名した。
  - 【アマチュア相撲】北國新聞社は、高等学校相撲金沢大会の中止を発表した[23]。
- 26日 - 【アマチュア相撲】全国高等学校体育連盟は、令和2年度全国高等学校総合体育大会（全国高等学校相撲選手権大会）臨時理事会で協議した結果、中止が決定した[24]。
- 27日 - 【大相撲】この日に発表された5月場所の番付で、3月場所は十両だった照ノ富士が再入幕となった。一度序二段に降下した大関経験者及び幕内経験者の再入幕は、史上初めてである[25]。
- 28日 - 【アマチュア相撲】日本中学校体育連盟は、令和2年度全国中学校体育大会（全国中学校相撲選手権大会）臨時理事会で協議した結果、中止が決定した[26]。

### 5月
- 4日 - 【大相撲】日本国内の新型コロナウイルス感染拡大に伴う緊急事態宣言延長に伴い、日本相撲協会は、当初2週間延期で開催予定だった5月場所を中止とし、7月場所の日程は2週間延期のままで東京開催に変更し無観客開催を目指すことを表明した。
- 13日 - 【大相撲】勝武士が、新型コロナウイルスによる多臓器不全により死去。日本国内の同ウイルス感染による20歳代初の死亡例であり[20]、現役力士の病没は2008年12月の若三梅雅裕（当時番付外）以来。
- 28日 - 【大相撲】序二段の華吹が50歳の誕生日を迎えて、昭和以降で初となる50歳の現役力士になった[27]。
- 29日 - 【大相撲】清見潟親方（元幕内・武州山）が、年寄「春日山」に名跡変更した[28]。

### 6月
- 7日 - 【アマチュア相撲】石川県加賀市相撲連盟が、市体育協会から脱会する方針を固めたことが判明[29]。
- 10日 - 【大相撲】日本相撲協会が6月22日に予定していた7月場所の番付発表を実施しないことを発表[30]。

### 7月
- 13日
  - 【大相撲】日本相撲協会が臨時理事会を開き、7月場所を開催することを決定した。当初は無観客での開催を目指すとしていたが、国技館の定員の約4分の1となる1日あたり2500人程度に制限して観客を入れることも決まった[31]。
  - 【大相撲】日本相撲協会は、中川親方（元幕内・旭里）が弟子に暴力を振るうなどの不適切な指導をしたとして、同親方を2階級降格の懲戒処分とすることを決定した。同親方が師匠の中川部屋は閉鎖されることになり、中川親方は時津風部屋に、所属力士9人は、1人が引退、残りの8人は時津風部屋を含めた6つの部屋に分かれて転籍することになった[32]。
- 15日 - 【大相撲】元関脇の栃煌山が現役引退、年寄「清見潟」を襲名した[33]。
- 20日 - 【大相撲】横綱鶴竜が、右肘の怪我のため7月場所を2日目から休場した。鶴竜の休場は、2020年1月場所以来16度目[34]。
- 24日 - 【大相撲】7月場所6日目、50歳の華吹が序二段で勝利。大相撲での50代力士の勝利は1908年以来、112年ぶり[35]。
- 25日 - 【大相撲】幕内力士の阿炎が、新型コロナウイルスの感染拡大を受けて日本相撲協会の制定した感染予防ガイドラインに違反したとして、この日から休場した[36]。阿炎は協会外部の人間と2度会食をしたとされ、この場所は再出場しなかった[37]。
- 27日 - 【大相撲】田子ノ浦親方（元幕内・隆の鶴）が、日本相撲協会のガイドラインで不要不急の外出をしないよう定められていたにもかかわらず、外出して泥酔したことが判明したとして、この日に日本相撲協会執行部から厳重注意を受けた[38]。
- 31日 - 【大相撲】横綱白鵬が、右膝の怪我のため7月場所を13日目から休場した。白鵬の休場は、2020年1月場所以来15度目[39]。

### 8月
- 2日 - 【大相撲】7月場所が千秋楽を迎えて、幕内は東前頭17枚目の照ノ富士が13勝2敗で、30場所ぶり2度目の優勝を果たした。大関経験者が関脇以下で優勝するのは1976年9月場所の魁傑以来2例目、幕尻優勝は2020年1月場所の德勝龍以来3例目である[40]。
- 4日 - 【大相撲】式秀部屋から、おかみの指導に不満を募らせた所属力士9人が集団で脱走した[41]。
- 6日 - 【大相撲】日本相撲協会が臨時理事会を開き、新型コロナウイルスの感染拡大を受けて制定した感染予防ガイドラインに違反して不要不急の外出をした関係者の懲戒処分を決定した。7月場所前と場所中に4度接待を伴う飲食店で会食をした幕内阿炎は3場所の出場停止と5か月間の報酬減額50パーセント、それに同席していた錦戸部屋所属の幕下力士は2場所の出場停止で、阿炎の師匠の錣山親方（元関脇・寺尾）は監督責任を問われて6ヶ月間の報酬減額20パーセント、錦戸親方（元関脇・水戸泉）は譴責となった[42]。7月場所前に飲食店に行った田子ノ浦親方（元幕内・隆の鶴）は譴責処分となった[43]。

### 9月
- 10日 - 【大相撲】日本相撲協会は、玉ノ井部屋でこの日までに所属力士計19人[注 1]の新型コロナウイルス感染が判明したと発表した。これを受けて、同部屋所属の全力士と師匠の玉ノ井親方（元大関・栃東）が、9月場所を休場することになった[45]。
- 11日
  - 【大相撲】横綱の白鵬と鶴竜が、共に9月場所を初日から休場することが決定した。2人以上の横綱が全員初日から休場するのは、1983年5月場所以来、約37年ぶり。[46]
  - 【大相撲】日本相撲協会は、時津風親方（元幕内・時津海）に新型コロナウイルスの感染拡大を受けて制定した感染予防ガイドラインに違反する行動があったとして、同親方を謹慎させると発表した[47]。
- 12日 - 【大相撲】日本相撲協会は、松ヶ根親方（元幕内・玉力道）に新型コロナウイルスの感染拡大を受けて制定した感染予防ガイドラインに違反する行動があったとして、同親方を謹慎させると発表した[48]。
- 15日 - 【大相撲】当初は9月場所3日目から予定されていた前相撲が、出場者が1人しかいないため中止されることになった。昭和40年代に制定された現行制度下で、前相撲が実施されないのは初めて[49]。
- 27日 - 【大相撲】9月場所が千秋楽を迎えて、幕内は関脇正代が13勝2敗で初優勝した[50]。熊本県出身者、東京農業大学出身者としての初めての優勝となった[50]。時津風部屋からは1963年7月場所の北葉山以来57年ぶり[50]。
- 30日 - 【大相撲】日本相撲協会はこの日の臨時理事会と番付編成会議で、関脇正代の大関昇進を全会一致で決定した[51]。

### 10月
- 1日 - 【大相撲】日本相撲協会は、新型コロナウイルスの感染拡大を受けて制定した感染予防ガイドラインに違反して9月場所直前に不要不急の外出をした関係者の懲戒処分を決定した[52]。時津風親方（元幕内・時津海）は、宮城県や福岡県を旅行し、会食やゴルフコンペに参加していたとして、2階級降格の処分になった[52]。松ヶ根親方（元幕内・玉力道）は、家族と外食をするなど少なくとも4度外出していたとして、譴責処分になった[52][53]。

### 11月
- 8日 - 【大相撲】11月場所が初日を迎えた。横綱の白鵬と鶴竜が、共に11月場所を初日から休場することが決定した。2場所連続で横綱が不在となるのは初めて。
- 15日 - 【大相撲】元大関で西十両3枚目の琴奨菊が引退し、年寄秀ノ山を襲名[54]。
- 23日 - 【大相撲】横綱審議委員会が、3場所連続休場した横綱の白鵬と鶴竜に、休場が多いことから注意の決議を行った[55]。
- 26日 - 【大相撲】日本相撲協会が理事会を開き、高砂親方（元大関・4代朝潮）と錦島親方（元関脇・朝赤龍）、千賀ノ浦親方（元小結・隆三杉）と常盤山親方（元関脇・舛田山）がそれぞれ年寄名跡を交換し、高砂部屋は元朝赤龍の新高砂親方が継承、千賀ノ浦部屋は常盤山部屋へ改称することを承認した[56][57]。

### 12月
- 6日 - 【アマチュア相撲】第69回全日本相撲選手権大会が行われ、日本体育大学1年生の花田秀虎が優勝。大学1年でのアマチュア横綱は36年ぶり史上2人目となる[58]。
- 25日 - 【大相撲】君ヶ濱親方（元幕内・寶千山）が年寄「振分」に名跡変更した[59]。

## 大相撲

### 本場所

#### 一月場所（初場所）
両国国技館（東京都）を会場に、初日の2020年（令和2年）1月12日から千秋楽の1月26日までの15日間開催された。番付発表は2019年（令和元年）12月24日。
| タイトル     | タイトル     | 人物（所属部屋 出身地） - 成績 |
| ------------ | ------------ | --- |
| 幕内最高優勝 | 幕内最高優勝 | 德勝龍誠（木瀬部屋 奈良県奈良市出身） - 14勝1敗（初優勝) |
| 三賞         | 殊勲賞       | 遠藤聖大（追手風部屋 石川県鳳珠郡穴水町出身） - 9勝6敗（初受賞） 德勝龍誠（木瀬部屋 奈良県奈良市出身) - 14勝1敗（初受賞)                                                                        |
| 三賞         | 敢闘賞       | 正代直也（時津風部屋 熊本県宇土市出身） - 13勝2敗（2場所ぶり4回目） 霧馬山鐵雄（陸奥部屋 モンゴル・ドルノド県出身） - 11勝4敗（初受賞） 德勝龍誠（木瀬部屋 奈良県奈良市出身) - 14勝1敗（初受賞) |
| 三賞         | 技能賞       | 北勝富士大輝（八角部屋 埼玉県所沢市出身） - 11勝4敗(13場所ぶり2回目） |
| 十両優勝     | 十両優勝     | 照ノ富士春雄（伊勢ヶ濱部屋 モンゴル・ウランバートル出身） - 13勝2敗 |
| 幕下優勝     | 幕下優勝     | 魁渡頌胆（浅香山部屋 新潟県佐渡市出身） - 7戦全勝 |
| 三段目優勝   | 三段目優勝   | 勇磨猛（阿武松部屋 大阪府枚方市出身） - 7戦全勝 |
| 序二段優勝   | 序二段優勝   | 宇良和輝（木瀬部屋 大阪府寝屋川市出身） - 7戦全勝 ※優勝決定戦勝利 |
| 序ノ口優勝   | 序ノ口優勝   | 二本栁亘（阿武松部屋 東京都足立区出身） - 7戦全勝 |

#### 三月場所（春場所、大阪場所）
大阪府立体育会館（大阪府大阪市）を会場に、初日の2020年3月8日から千秋楽の3月22日までの15日間開催された。番付発表は2月24日。但し、新型コロナウイルス（COVID-19）感染拡大防止の為、無観客開催で行われた。力士の感染が確認された場合、即刻中止する方針であったが無事に15日間開催された。
| タイトル     | タイトル     | 人物（所属部屋 出身地） - 成績                                                |
| ------------ | ------------ | ----------------------------------------------------------------------------- |
| 幕内最高優勝 | 幕内最高優勝 | 白鵬翔（宮城野部屋 モンゴル・ウランバートル出身） - 13勝2敗（2場所ぶり44回目) |
| 三賞         | 殊勲賞       | 阿武咲奎也（阿武松部屋 青森県北津軽郡中泊町出身） - 9勝6敗（初受賞）          |
| 三賞         | 敢闘賞       | 隆の勝伸明（千賀ノ浦部屋 千葉県出身） - 12勝3敗（初受賞）                     |
| 三賞         | 技能賞       | 碧山亘右（春日野部屋 ブルガリア・ヤンボル出身） - 11勝4敗（初受賞）           |
| 十両優勝     | 十両優勝     | 琴勝峰吉成(佐渡ヶ嶽部屋 千葉県柏市出身） - 12勝3敗                            |
| 幕下優勝     | 幕下優勝     | 錦富士隆聖（伊勢ヶ濱部屋 青森県十和田市出身） - 7戦全勝                       |
| 三段目優勝   | 三段目優勝   | 宇良和輝 （木瀬部屋 大阪府寝屋川市出身） - 7戦全勝 ※優勝決定戦勝利            |
| 序二段優勝   | 序二段優勝   | 出羽ノ龍和希（出羽海部屋 モンゴル・ウランバートル出身） - 7戦全勝             |
| 序ノ口優勝   | 序ノ口優勝   | 篠原大河（藤島部屋 静岡県富士市出身） - 7戦全勝                               |

#### 五月場所（夏場所）(中止)
両国国技館（東京都）を会場に、初日の2020年5月24日から千秋楽の6月7日までの15日間開催される予定であったが、新型コロナウイルスの感染拡大などを受けて中止になった。番付発表は4月27日で、五月場所の番付がそのまま七月場所の番付となる。大相撲の本場所中止は、大相撲八百長問題による2011年三月場所の中止以来、9年ぶりである。

#### 七月場所
両国国技館（東京都）を会場に、初日の2020年7月19日から千秋楽の8月2日までの15日間開催された。先述の通り、五月場所の番付がそのまま当場所の番付となるため、番付発表は行わず。
| タイトル     | タイトル     | 人物（所属部屋 出身地） - 成績 |
| ------------ | ------------ | --- |
| 幕内最高優勝 | 幕内最高優勝 | 照ノ富士春雄（伊勢ヶ濱部屋 モンゴル・ウランバートル出身） - 13勝2敗（30場所ぶり2回目) |
| 三賞         | 殊勲賞       | 御嶽海久司（出羽海部屋 長野県木曽郡上松町出身） - 11勝4敗（5場所ぶり6回目） 大栄翔勇人（追手風部屋 埼玉県朝霞市出身） - 11勝4敗（3場所ぶり2回目） 照ノ富士春雄（伊勢ヶ濱部屋 モンゴル・ウランバートル出身） - 13勝2敗（31場所ぶり2回目） |
| 三賞         | 敢闘賞       | 正代直也（時津風部屋 熊本県宇土市出身） - 11勝4敗（3場所ぶり5回目） |
| 三賞         | 技能賞       | 照ノ富士春雄（伊勢ヶ濱部屋 モンゴル・ウランバートル出身） - 13勝2敗（初受賞） |
| 十両優勝     | 十両優勝     | 明生力 (立浪部屋 鹿児島県大島郡瀬戸内町出身） - 10勝5敗 ※優勝決定戦勝利 |
| 幕下優勝     | 幕下優勝     | 千代の国憲輝（九重部屋 三重県伊賀市出身） - 7戦全勝 |
| 三段目優勝   | 三段目優勝   | 深井拓斗 （高砂部屋 石川県羽咋市出身） - 7戦全勝 ※優勝決定戦勝利 |
| 序二段優勝   | 序二段優勝   | 竹岡勇人（尾車部屋 東京都墨田区出身） - 7戦全勝 |
| 序ノ口優勝   | 序ノ口優勝   | 北青鵬治（宮城野部屋 北海道札幌市東区出身） - 7戦全勝 |

#### 九月場所（秋場所）
両国国技館（東京都）を会場に、初日の2020年9月13日から千秋楽の9月27日までの15日間開催された。番付発表は8月31日。
| タイトル     | タイトル     | 人物（所属部屋 出身地） - 成績 |
| ------------ | ------------ | --- |
| 幕内最高優勝 | 幕内最高優勝 | 正代直也（時津風部屋 熊本県宇土市出身） - 13勝2敗（初優勝）                                                                       |
| 三賞         | 殊勲賞       | 正代直也（時津風部屋 熊本県宇土市出身） - 13勝2敗（初受賞）                                                                       |
| 三賞         | 敢闘賞       | 正代直也（時津風部屋 熊本県宇土市出身） - 13勝2敗（2場所連続6回目） 翔猿正也（追手風部屋 東京都江戸川区出身） - 11勝4敗（初受賞） |
| 三賞         | 技能賞       | 該当者なし |
| 十両優勝     | 十両優勝     | 千代の国憲輝（九重部屋 三重県伊賀市出身） - 14勝1敗                                                                               |
| 幕下優勝     | 幕下優勝     | 寺沢樹（高砂部屋 新潟県佐渡市出身） - 7戦全勝                                                                                     |
| 三段目優勝   | 三段目優勝   | 北天海葵（尾上部屋 モンゴル・ウランバートル出身） - 7戦全勝                                                                       |
| 序二段優勝   | 序二段優勝   | 北青鵬治（宮城野部屋 北海道札幌市東区出身） - 7戦全勝                                                                             |
| 序ノ口優勝   | 序ノ口優勝   | 久之虎克太（出羽海部屋 和歌山県和歌山市出身） - 7戦全勝                                                                           |

#### 十一月場所
両国国技館（東京都）を会場に、初日の2020年11月8日から千秋楽の11月22日までの15日間開催された。番付発表は10月26日。
| タイトル     | タイトル     | 人物（所属部屋 出身地） - 成績 |
| ------------ | ------------ | --- |
| 幕内最高優勝 | 幕内最高優勝 | 貴景勝光信（千賀ノ浦部屋 兵庫県芦屋市出身） - 13勝2敗（11場所ぶり2回目）※優勝決定戦勝利                                                     |
| 三賞         | 殊勲賞       | 該当者なし |
| 三賞         | 敢闘賞       | 千代の国憲輝（九重部屋 三重県伊賀市出身）- 10勝5敗（14場所ぶり2回目） 志摩ノ海航洋（木瀬部屋 三重県志摩市出身） - 11勝4敗（8場所ぶり2回目） |
| 三賞         | 技能賞       | 照ノ富士春雄（伊勢ヶ濱部屋 モンゴル・ウランバートル出身） - 13勝2敗（2場所ぶり2回目）                                                       |
| 十両優勝     | 十両優勝     | 翠富士一成（伊勢ヶ濱部屋 静岡県 焼津市出身） - 10勝5敗 ※優勝決定戦勝利                                                                      |
| 幕下優勝     | 幕下優勝     | 竜虎川上（尾上部屋 熊本県宇土市出身） - 7戦全勝                                                                                             |
| 三段目優勝   | 三段目優勝   | 北青鵬治（宮城野部屋 北海道札幌市東区出身） - 7戦全勝                                                                                       |
| 序二段優勝   | 序二段優勝   | 欧深沢成矢（鳴戸部屋 石川県河北郡津幡町出身） - 7戦全勝 ※優勝決定戦勝利                                                                     |
| 序ノ口優勝   | 序ノ口優勝   | 野上豪規（尾車部屋 青森県五所川原市出身） - 7戦全勝                                                                                         |

### 巡業

#### 春巡業
春場所終了後の3月29日から4月26日まで予定されていたが、新型コロナウイルス感染症の感染拡大に伴い全日程中止となった。一部は2020年冬巡業以降に延期して開催される予定である。

#### 夏巡業
夏巡業は、東京オリンピック・パラリンピックの開催に伴い実施せず、8月12・13日に両国国技館で「大相撲 東京2020オリンピック・パラリンピック場所」を開催予定だったが中止された。

#### 秋巡業
9月場所終了後の10月に行われる予定だったが、新型コロナウイルス感染症の感染拡大に伴い全日程中止となった。

#### 冬巡業
例年は11月場所の終了後に実施され、中止になった春巡業のうち5箇所が振替開催される予定になっていたが、新型コロナウイルス感染症の感染拡大に伴い2020年7月13日の理事会で中止が決定した。1年を通じて巡業が開催されないのは、大相撲八百長問題が発生した2011年以来である。

### トーナメント大会
- 第44回日本大相撲トーナメント（2月9日・両国国技館）
  - 優勝：髙安晃（田子ノ浦部屋）（2年連続2度目）[72]

### その他
- 2月11日 - 第53回NHK福祉大相撲（両国国技館）[73]
- 12月24日 - 2021年1月場所番付発表[74]

### 昇格
- 3月25日 - 朝乃山が大関に昇進[17]
- 9月30日 - 正代が大関に昇進[51]

### 新弟子検査合格者
四股名が太字の者は現役力士。最高位は引退力士のみ記載。
| 場所     | 人数 | 主な合格者                 | 四股名         | 最高位    | 最終場所      | 備考                                  |
| -------- | ---- | -------------------------- | -------------- | --------- | ------------- | ------------------------------------- |
| 1月場所  | 10人 | 生田目竜也                 | 生田目竜也     | （現役）  | （現役）      |                                       |
| 1月場所  | 10人 | ソコロフスキー・セルギイ   | 獅司大         | （現役）  | （現役）      | 興行ビザ取得待ちのため初土俵は3月場所 |
| 3月場所  | 45人 | 深沢成矢                   | 欧勝海成矢     | （現役）  | （現役）      |                                       |
| 3月場所  | 45人 | アリューナー・ダワーニンジ | 北青鵬治       | 前頭6枚目 | 2024年1月場所 |                                       |
| 7月場所  | 10人 |                            |                |           |               |                                       |
| 9月場所  | 1人  |                            |                |           |               |                                       |
| 11月場所 | 5人  | 武井朔太郎                 | 熱海富士朔太郎 | （現役）  | （現役）      |                                       |

### 引退
| 場所     | 人数 | 主な引退力士 | 最高位     | 初土俵                              | 備考               |
| -------- | ---- | ------------ | ---------- | ----------------------------------- | ------------------ |
| 1月場所  | 11人 | 豪栄道豪太郎 | 大関       | 2005年1月場所                       | 年寄「武隈」襲名   |
| 1月場所  | 11人 | 荒鷲毅       | 前頭2枚目  | 2002年11月場所                      |                    |
| 3月場所  | 7人  |              |            |                                     |                    |
| 7月場所  | 25人 | 豊ノ島大樹   | 関脇       | 2002年1月場所                       | 年寄「井筒」襲名   |
| 7月場所  | 25人 | 栃煌山雄一郎 | 関脇       | 2005年1月場所                       | 年寄「清見潟」襲名 |
| 7月場所  | 25人 | 蒼国来栄吉   | 前頭2枚目  | 2003年9月場所                       | 年寄「荒汐」襲名   |
| 7月場所  | 25人 | 青狼武士     | 前頭14枚目 | 2005年7月場所                       |                    |
| 7月場所  | 25人 | 德真鵬元久   | 十両6枚目  | 2007年3月場所                       |                    |
| 7月場所  | 25人 | 希善龍貴司   | 十両11枚目 | 2008年3月場所                       |                    |
| 9月場所  | 12人 | 木﨑海伸之助 | 十両3枚目  | 2018年3月場所（三段目最下位格付出） |                    |
| 11月場所 | 7人  | 琴奨菊和弘   | 大関       | 2002年1月場所                       | 年寄「秀ノ山」襲名 |
| 11月場所 | 7人  | 臥牙丸勝     | 小結       | 2005年11月場所                      |                    |
| 11月場所 | 7人  | 飛天龍貴信   | 十両13枚目 | 2000年3月場所                       |                    |

#### 引退相撲興行
- 2月1日 - 豪風引退押尾川襲名披露大相撲（国技館）[85]

## アマチュア相撲

### 国内大会
- 第98回全国学生相撲選手権大会（11月7日‐8日・埼玉県立武道館相撲場）
  - 個人戦優勝：プレブスレン・デルゲルバヤル（日本体育大学）[86]
- 第69回全日本相撲選手権大会（12月6日・両国国技館）
  - 優勝：花田秀虎（日本体育大学）[87]

## 死去
- 1月12日 - 桜田一男（ケンドー・ナガサキとして知られるプロレスラー、元幕下13枚目翠巒、* 1948年【昭和23年】）[88]
- 1月16日 - 伊東勝人（近畿大学相撲部監督、日本学生相撲連盟副理事長、* 1964年【昭和39年】）[89]
- 3月28日 - 鶴嶺山宝一（最高位：十両2枚目、所属：君ヶ濱部屋→井筒部屋、* 1959年【昭和34年】）[90]
- 4月24日 - 春日錦孝嘉（最高位：前頭5枚目、所属：春日野部屋、* 1975年【昭和50年】）
- 5月13日 - 勝武士幹士（最高位：三段目11枚目（現役没）、所属：高田川部屋、* 1991年【平成3年】） [20]
- 8月9日 - 蔵玉錦敏正（最高位：前頭筆頭、所属：伊勢ノ海部屋→鏡山部屋、* 1952年【昭和27年】）[91]
- 9月19日 - 豊山広光（最高位：小結、所属：時津風部屋、* 1947年【昭和22年】）[92]
- 12月18日 - 岩手富士祐一（最高位：十両6枚目、所属：朝日山部屋、* 1963年【昭和38年】）[93]

## その他
- 9月、貴闘力がYouTubeチャンネル「貴闘力部屋」を開設し、日本相撲協会に関する告発を続けた[94]。